# 서기원 (1937년)
서기원(徐箕源, 1937년 7월 4일~2023년 7월 27일)는 대한민국의 아나운서, 스포츠 캐스터이다. 경기도 오산에서 태어나, 서울대학교 심리학과를 졸업하고, 1964년 RSB 라디오서울 공채 1기 아나운서로 입사, 이듬해 1980년 언론통폐합으로 인해 동양방송에서 KBS 한국방송공사 소속이 되었다. 1990년대에 KBS에서 정년퇴임하였으며, 이후 프리랜서로 활동하였다. 2023년 7월 27일 노환으로 숨졌다.

## 학력
- 오산고등학교 졸업
- 1963년 서울대학교 문리과대학 심리학과 졸업
- 1970년 서울대학교 신문대학원 졸업

## 경력
- 1964년 라디오서울[1] 아나운서 공채 입사
- 1980년 언론통폐합으로 인해 KBS 아나운서 이적 입사
- 1980년 ~ 1988년 KBS 라디오본부 아나운서실 한국어 담당부장
- 1984년 LA 올림픽 캐스터 (KBS 중계진)
- 1986년 서울 아시안 게임 캐스터 (KBS 중계진)
- 1988년 서울 올림픽 캐스터 (KBS 중계진)
  - 1988년 서울 올림픽 개회식 중계 (KBS 1TV 단독 진행자)
- 1990년 KBS 아나운서실 방송위원
- 1994년 미국 월드컵 캐스터 (KBS 중계진)
- 1996년 12월 KBS 아나운서 정년 퇴임
- 2002년 한일 월드컵 캐스터 (SBS 중계진)
- 베스트일레븐 칼럼니스트
- 대학축구연맹 자문위원

## 저서
- 이것이 축구다
- 서기원의 방송에세이
- 서기원의 축구 사랑
- 비바 월드컵
- 서기원 양재성의 마라톤이야기

## 수상
- 1980년 한국방송대상 아나운서상

## 같이 보기
- 김용
- 송재익
- 조춘제